# Bezirksamt Bretten

Lage der Bezirksämter in Baden im Jahr 1890

Das Bezirksamt Bretten war seit 1803 ein Verwaltungsbezirk im Kurfürstentum und 1806 im Großherzogtum Baden. Es wurde 1936 im Rahmen einer neuen Verwaltungsgliederung aufgelöst.

## Geschichte
Im Jahr 1803 wurde Bretten aufgrund des Reichsdeputationshauptschlusses badisch und Sitz eines Amtes. Bis zu diesem Zeitpunkt war Bretten Amtsstadt eines kurpfälzischen Oberamtes und die badische Amtsverwaltung benutzte das 1783/84 erbaute Amtshaus weiter.
Die hierarchische Gliederung und Ämtereinteilung der badischen Verwaltung wurde in den Jahren 1806, 1809, 1813 und 1863 geändert. Folgende Übersicht zeigt die jeweilige Zugehörigkeit des Bezirksamtes Bretten.
- Ab 1803: Badische Pfalzgrafschaft – Landvogtei Michelsberg – Landamt Bretten.
- Ab 1806: Provinz des Unterrheins oder der badischen Pfalzgrafschaft (Mannheim) – Landesherrliches Amt Bretten.
- Ab 1809: Pfinz- und Enzkreis (Durlach) – Landesherrliches Amt Bretten.
- Ab 1864: Landeskommissärbezirk Karlsruhe – Kreis Karlsruhe – Bezirksamt Bretten

## Orte des Bezirksamtes
Zwischen 1805 und 1813 veränderte der Amtsbezirk fast jedes Jahr sein Aussehen, das Bezirksamt Bretten bestand 1813 aus folgenden Orten: Bretten, Bauerbach, Diedelsheim, Gölshausen, Rinklingen, Sprantal, Zaisenhausen, Kürnbach, Ruit und den Grundherrlichkeiten Gondelsheim, Flehingen, Sickingen, Sulzfeld samt Ravensburg, Menzingen, und erhält vom Amt Gochsheim die Orte Gochsheim, Bahnbrücken, Oberacker; vom zweiten Landamt Bruchsal aber die Orte Neibsheim und Büchig.
1821 gelangten vom aufgelösten Amt Stein die Orte Dürrenbüchig, Nußbaum, Stein und Wössingen an das Amt Bretten. Folgende 23 Gemeinden gehörten nun rund 100 Jahre zum Amtsbezirk: Bretten, Bauerbach, Bahnbrücken, Büchig, Diedelsheim, Dürrenbüchig, Flehingen, Gochsheim, Gölshausen, Gondelsheim, Kürnbach (badischer Teil), Menzingen, Münzesheim, Neibsheim, Nußbaum, Oberacker, Rinklingen, Ruit, Sickingen, Sprantal, Stein, Wössingen und Zaisenhausen.
Zum 1. Juli 1920 kam die Gemeinde Stein zum Bezirksamt Pforzheim und nach Auflösung des Bezirksamtes Eppingen kamen 1924 Mühlbach und Sulzfeld hinzu. Im Gegenzug wurde Menzingen an das Bezirksamt Bruchsal abgegeben.
1936 wurde das Bezirksamt Bretten aufgelöst und die 23 Gemeinden wurden wie folgt auf vier andere Amtsbezirke aufgeteilt.
- Bezirksamt Karlsruhe: Bauerbach, Bretten, Büchig, Diedelsheim, Dürrenbüchig, Flehingen (wurde nun mit Sickingen vereinigt), Gölshausen, Rinklingen, Sickingen (s. Flehingen) und Wössingen.
- Bezirksamt Bruchsal: Bahnbrücken, Gochsheim, Gondelsheim, Münzesheim, Neibsheim und Oberacker.
- Bezirksamt Sinsheim: Kürnbach, Mühlbach, Sulzfeld und Zaisenhausen.
- Bezirksamt Pforzheim: Nußbaum, Ruit und Sprantal.

## Amtsvorstände
- 1803–1807: Gottfried Posselt (Oberamtsrat)
- 1807–1809: Johann Lang (Amtmann)
- 1809–1819: Friedrich Rettig (Oberamtmann)
- 1819–1821: Carl Baumgärtner (Amtmann)
- 1821–1823: Jakob Wundt (Amtmann)
- 1823–1834: Joseph Ertel (Oberamtmann)
- 1835–1838: Joseph Rüttinger (Oberamtmann)
- 1838–1840: Anton Nombride (Oberamtmann)
- 1840–1842: August Eichrodt (Oberamtmann)
- 1842–1849: Franz Pfister (Oberamtmann)
- 1849–1866: Philipp Flad (Oberamtmann)
- 1866–1877: Wilhelm Spangenberg (Oberamtmann)
- 1877–1879: Leopold Sonntag (Oberamtmann)
- 1879–1884: Julius Lacher (Oberamtmann)
- 1884–1888: Julius Wirth (Oberamtmann)
- 1888–1893: Wilhelm Groos (Oberamtmann)
- 1893–1898: Emil Killinger (Oberamtmann)
- 1898–1902: Konrad Clemm (Oberamtmann)
- 1902–1906: Julius Holderer (Oberamtmann)
- 1906–1923: August Hofmann (Oberamtmann)
- 1923–1927: Manfred Pfister (Oberamtmann und ab 1926 Bezeichnung Landrat)
- 1928–1931: Heinrich Groß (Landrat)
- 1931–1936: Erich Jerschke (Landrat)

## Amtsbezeichnungen
- 1803 bis 1806: Landamt
- 1806 bis 1864: Amt
- 1865 bis 1936: Bezirksamt